# 青松葉事件

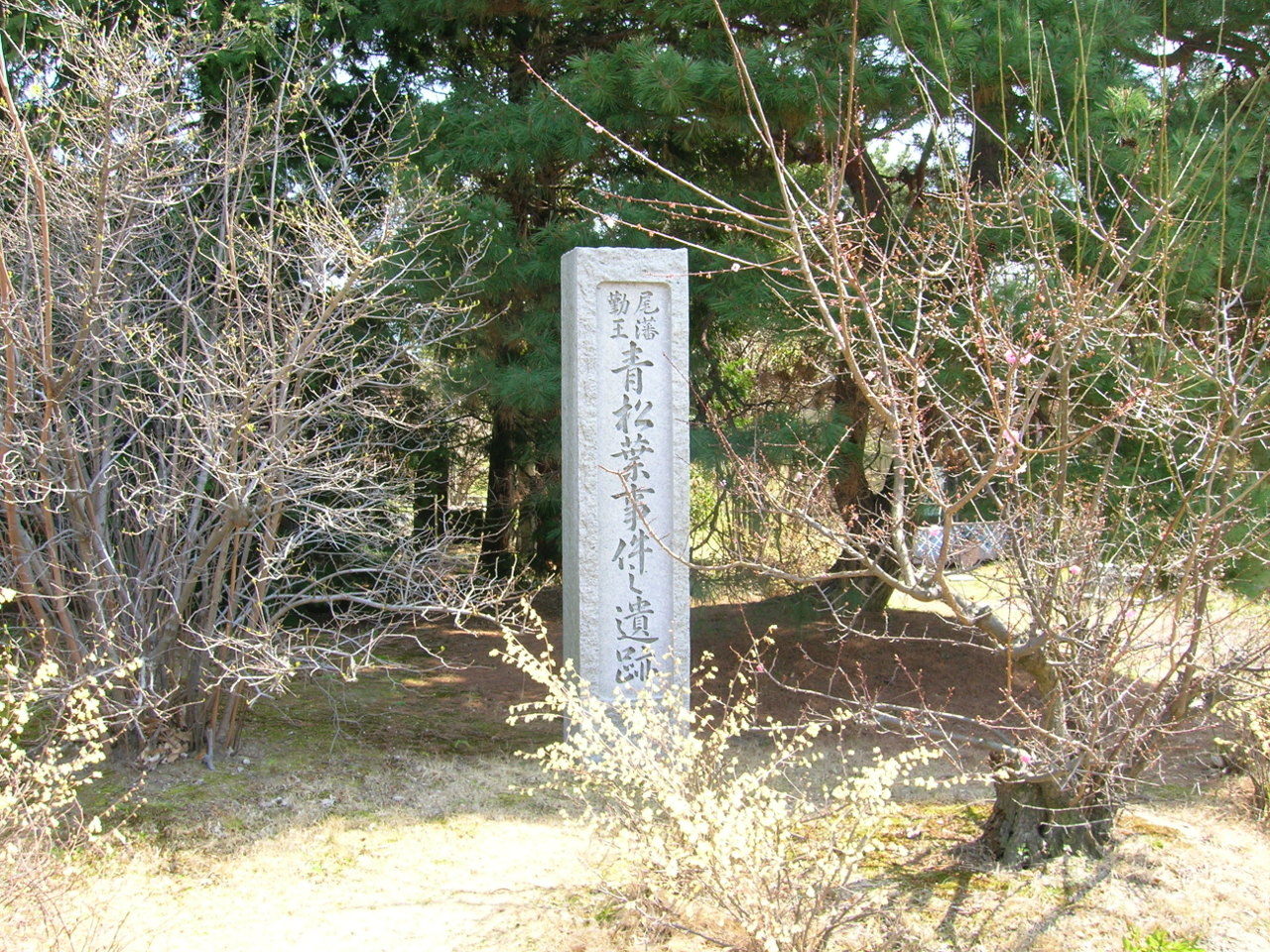
名古屋城内に立つ「青松葉事件之遺跡」碑

青松葉事件（あおまつばじけん）は、慶応4年（1868年）1月20日から25日にかけて、尾張藩14代藩主徳川慶勝が、藩内において「佐幕派」とされた家臣を粛清した事件である。
それまで京都で大政奉還後の政治的処理を行っていた慶勝が「姦徒誅戮」の勅命を受けて帰国した直後に処罰が実行された。対象者は重臣から一般藩士にまで及び、斬首14名、処罰20名にのぼった。勅命が下った背景については諸説ある。

## 事件の概要
尾張藩は徳川御三家筆頭の立場であったが、慶応3年12月9日の政変（王政復古）に薩摩藩・芸州藩・越前藩・土佐藩とともに参加し、当時隠居の立場であった徳川慶勝が新政府の議定に、尊王攘夷派家臣の田宮如雲らが参与に就任した。慶応4年1月3日には旧幕府勢力と薩摩・長州ら新政府軍との間で鳥羽・伏見の戦いが勃発する。
新政府軍は鳥羽・伏見の戦いで勝利し、同月4日に仁和寺宮嘉彰（小松宮彰仁）親王を征討大将軍に任命、同月7日に慶喜追討令を発出したが、名古屋以東には幕府譜代の大名が多く、旧幕府勢力の再度の西上も考えられる情勢であった。
このころ、尾張藩の国許においては、慶勝の子で現藩主（16代）の元千代（徳川義宜）を擁して旧幕府勢力を支援し、薩長と対決しようと、在国家臣を扇動する動きがあったという。この動きは在京の藩重臣にも伝達され、慶勝は田宮や附家老の成瀬正肥らと協議した結果、朝廷に対し帰国を願い出たとされる。
1月15日、朝廷は慶勝に対し「姦徒誅戮、近国ノ諸侯ヲ慫慂シ勤王ノ志ヲ奮発セシメ」るため、すなわち、交通の要衝にあたる尾張藩内の佐幕派勢力を粛清し、周辺諸侯を朝廷側につくよう説得するため、帰国を命じた。
慶勝は1月19日に尾張一宮で1泊した後、同月20日に名古屋に帰城した。同日、家老・渡辺新左衛門ら3名が斬罪となった。その後25日にかけて粛清が断行され、結果、計14名が斬罪、禁固・隠居に処せられた家臣は20名に及んだ。
処罰を受けた人物には、前藩主（15代）徳川茂徳に近く、慶勝に批判的な家臣が多く含まれていたが、20日及び21日に斬罪となった渡辺ら7名は「年来姦曲之処置有之候付、依朝命死を賜ふ」とされ、23日以降の処罰者は「年来志不正付、死を賜候」等とされるなど、詳細な罪状は明らかにされなかった。前述の旧幕府支援の扇動についても、後に編纂された二次史料によるものであり、その真偽は不明である。
前述の朝命に基づき、尾張藩は続いて家臣を三河・遠江・駿河・美濃・上野など東海道・中山道沿道の大名・旗本領に派遣し、新政府恭順の証拠として、「勤王証書」を提出させる活動を繰り広げた。この活動により、仁和寺宮嘉彰（小松宮彰仁）親王の率いる東征軍は大きな戦闘を経験することなく進軍することができたといわれる。
この事件は、処刑された重臣のうちの筆頭格である渡辺新左衛門家の別称が「青松葉」とされていたことから、「朝風におもひかけなし青松葉 吹き散らされて跡かたもなし」との狂歌が生まれ、「青松葉事件」と呼ばれるようになった。
徳川林政史研究所の藤田英昭は、史料的制約などから、事件の真相を究明することは現状では非常に困難としながらも、勅命の降下時に慶勝は病気で御所に参内しておらず、代わって田宮・成瀬らが岩倉具視に国情を伝え嘆願し、勅旨の内容についても熟議した形跡があること、事件で処罰された人物には「佐幕派」のみならず、尊攘派中の田宮らの政敵が含まれることから、彼らが岩倉と結託して、慶勝に圧力をかけた可能性が高いと指摘している。

## 事件による処罰者
この事件による処罰者は以下のとおり。
- 1月20日

［斬首］
御年寄列、二千五百石、内五百石足高　　渡辺新左衛門在綱(49)
大御番頭、千五百石、内四百石足高　　榊原勘解由正帰(59)
大御番頭格、千石　　石川内蔵允照英(42)
- 1月21日

［斬首］
御手筒頭格、御書物奉行、二百俵、内五十俵足高　　冢田愨四郎有志(61)
錦織奉行格、表御番、二百五十俵、内百八十俵足高　　安井長十郎秀親(52)
御使番格、表御番、百五十石　　寺尾竹四郎基之(54)
寄合、二百石　　馬場市右衛門信広(26)
- 1月23日

［斬首］
二百石、御手筒頭格武野新五郎父、隠居　　武野新左衛門信邦(77)
二百五十石、御馬廻組光太郎父、隠居　　成瀬加兵衛正順(62)
［家名断絶、御預け］
中奥御小姓格　　竹居新吉郎
大御番組　　武野新五郎
御馬廻組　　成瀬光太郎
- 1月24日

［永蟄居］
鈴木嘉十郎父、隠居謹慎中　　鈴木丹後守重到
成瀬比佐之丞父、隠居謹慎中　　成瀬豊前守正植
［減知、隠居、永蟄居］
御年寄列　　鈴木嘉十郎重熈
［減知］
　　　　　　成瀬比佐之丞正心
- 1月25日

［斬首］
千五百石、横井孫太郎父、隠居謹慎中、寄合　　横井孫右衛門時足(44)
八百石、沢井溢也父、隠居、寄合　　沢井小左衛門貞増(44)
四千石、御老列横井伊折介総領、謹慎中　　横井右近時保(51)
御普請奉行格、二百俵、内百四十六俵足高　　松原新七直富(41)
御先手物頭格表御番三百石、内五十石足高　　林紋三郎信政(40)
［蟄居］
大寄合滝川亀松父、隠居　　滝川伊勢守忠雄
平右衛門父、隠居　　千村十郎左衛門仲冬
［隠居、減知、永蟄居］
三千石以上寄合　　大道寺主水直良
［隠居］
五十俵、寄合　　若井鍬吉
［隠居、蟄居］
御用人御側掛、寄合　　松井市兵衛
御使番　　進八郎
寄合　　天野儀兵衛
武野新左衛門二男、中奥御小姓格　　名倉鉞之介
御書院番頭格　　加藤五郎左衛門
寿操院様御用役　　本間太左衛門
錦織奉行格　　本杉録兵衛
［隠居謹慎、減知］
横井孫右衛門嫡子、千石以上寄合　　横井孫太郎時棟
沢井小左衛門嫡子、寄合　　沢井溢也

## 事件の背景
尾張藩は文久期以来、慶勝と第15代藩主の徳川茂徳との二頭体制の様相を呈しており、内部対立により幕末の政局にも主体的に関与できない状況が続いてきた。隠居後も家中に影響力を保持する茂徳とその支持勢力に対し、慶勝を支持してきた附家老・成瀬正肥や、田宮如雲ら尊王攘夷派グループ（「金鉄組」などと呼ばれた）は、慶応2年末に茂徳に一橋徳川家を相続させることで、一派を藩政の中枢から放逐することに成功する。その後、兵庫開港問題への対応を巡り、尊攘派内においても、薩摩藩らとの連携を重視し、幕府に強い反省を促そうとする田宮らのグループと、従来通り幕府擁護の立場を堅持するグループ（若井鍬吉ら）との間の確執が表面化する。
大政奉還を契機として幕府擁護グループは失脚し、田宮らの主導により尾張藩は王政復古政変に参画、田宮とともに、一派の丹羽淳太郎、田中国之輔、荒川甚作、林左門の５名が新政府の参与に就任する。田宮は参与就任後の12月10日に尾張藩の年寄加判に任ぜられ、藩政を指導する立場に就いた。
他方で慶勝自身においては、尊王思想を有し、頑強な攘夷意見の持主であったものの、徳川御三家の筆頭として宗家を補翼する意識も強く有しており、これは大政奉還や王政復古以後も変わることはなかった。慶勝は、大政奉還後、将軍を補翼できなかったことの贖罪として官位降奪の願書を朝廷に提出しており、王政復古後も慶喜の支流であることを理由に議定職の辞任を申し出たほか、新政府から辞官納地を要求された慶喜に対し、尾張藩領を宗家に返還する意向まで表明している。
また、反幕的で家格も異なる薩摩藩らとの連携に慶勝はもともと積極的ではなく、むしろ同藩と通じて幕府を軽蔑するような傾向がみられる田宮や金鉄組の動向を危険視しており、慶応3年7月頃には田宮罷免の幕命発出を京都所司代の松平定敬に依頼するなど、両者の関係は必ずしも一枚板と呼べるものではなかった。
慶勝同様、幕府との良好な関係を重視する傾向は家臣団においても根強く、王政復古政変直後、藩内では徳川慶喜を排斥して議定に就任した慶勝の行動を訝る声があり、無断で上京を図る者も相次ぐ状況にあった。青松葉事件のきっかけとなった勅命は、このような状況のもとで発出されたものであった。

## 影響
その後、朝廷は事件の行き過ぎを反省したとされ、明治3年に大赦を発令して渡辺新左衛門ら14人の名誉を回復し、家族に食禄を与えた。
後年、慶勝による北海道八雲町開拓のため移住した士族たちは、京都にいた慶勝に尾張藩の情勢を告げたとされる監察吉田知行をはじめ、この事件に関係した者も多い。

## 事件の研究
1908年頃、徳川義親は養子に入った尾張徳川家で徳川慶勝の日記のうち慶応3年-明治元年分が欠落していて焼却された跡があり、また父・松平春嶽の日記でも同期間が空白になっていることに気付き、当時を知る旧藩士に質問しても事情を教えてもらえず、『三世紀事略』などの尾張徳川家の文献資料（蓬左文庫所蔵）から事件の存在を知ったとされる。このことは義親が徳川林政史研究所を設立する契機にもなり、義親は1976年に没するまで事件の研究をライフワークにしていた。死去の前年、義親は、事件について水谷盛光は丹念に資料を収集しているが事件が発生した理由が解明されていないと評し、事件は藩内の内紛ではなく朝命を受けた政治的謀略事件だったとしている。
なお、作家の城山三郎はこの事件をもとにした小説『冬の派閥』を1981年に連載している。

## 関連文献
- 木原, 克之『尾張藩の幕末・維新‐青松葉事件解読』ブックショップマイタウン、2010年。ISBN 978-4938341718。
- 上野, 恵「東海道筋における尾張藩の「勤王誘引」活動‐「勤王誘引書類」の分析を中心に」（pdf）『徳川林政史研究所研究紀要』第42号、徳川黎明会、2007年、131-156頁、NAID 40016074624、2016年10月6日閲覧。
- 山田, 俊蔵、大角, 豊次郎「尾藩大義親を滅ぼすとの令を下す事」『近世事情 5編』 13巻、5号、山田俊蔵、1876年、55-56頁。NDLJP:992662/67。
- 城山三郎『冬の派閥』新潮社＜新潮文庫＞、1982年1月、ISBN 4101133174。